# Środki finansowe
Środki finansowe – środki pieniężne oraz środki niepieniężne o wiarygodnie określonej wartości i stopniu płynności umożliwiającym niezwłoczne pokrycie ryzyka lub straty środkami pieniężnymi uzyskanymi z tych środków niepieniężnych.